# Marais

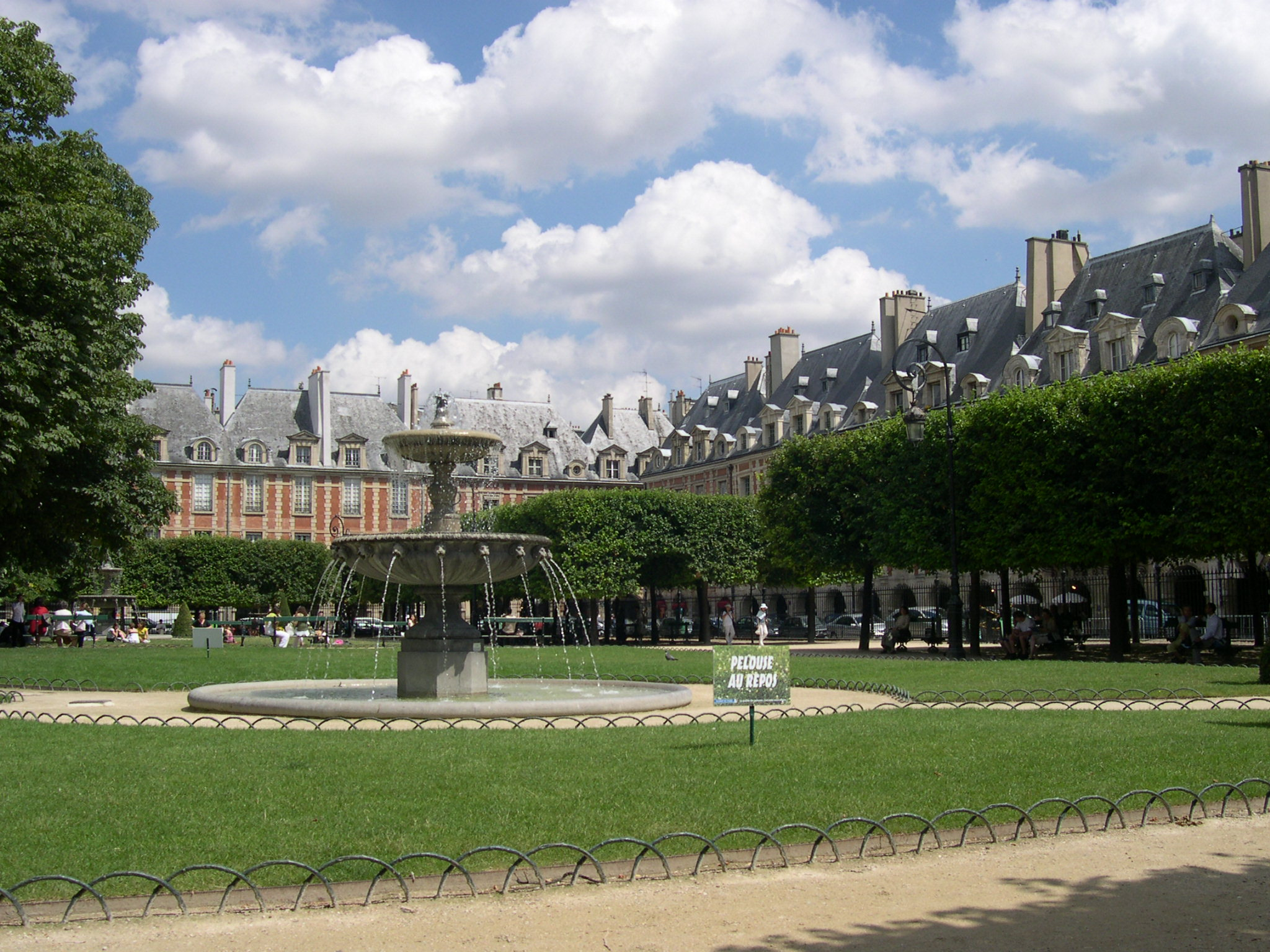
Vista de la Plaza de los Vosgos.

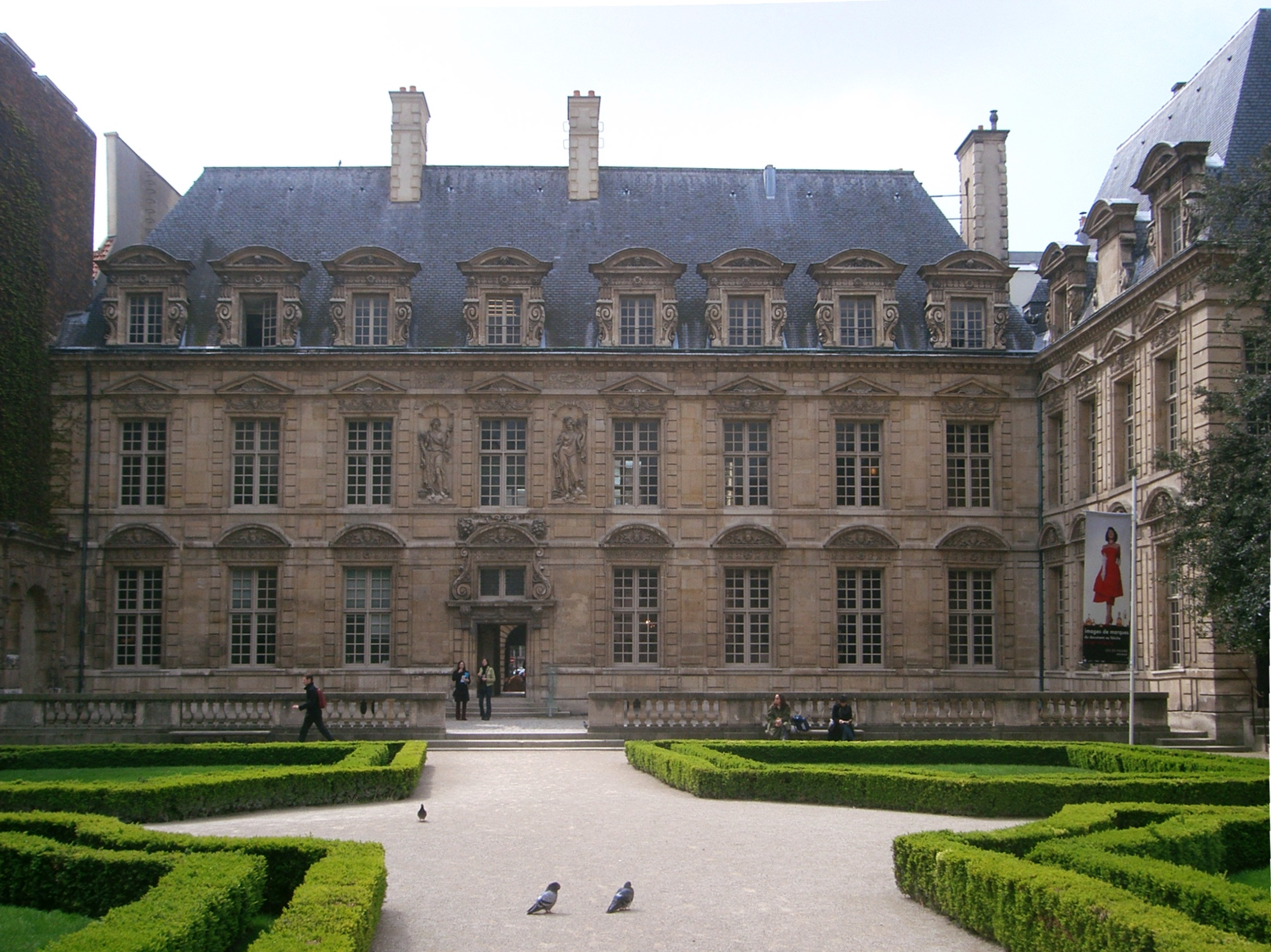
Jardines del Hôtel de Sully, cercano a la Plaza de los Vosgos.

El Marais (en español: 'La Marisma') es un barrio parisino, situado en el III y el IV distrito de París, Francia, en la margen derecha. Hoy en día está delimitado al oeste por rue du Temple, al este por el boulevard Beaumarchais, al norte por la rue de Bretagne y al sur por el río Sena. El Marais es un distrito de moda con negocios y empresas del ámbito legal y bancario. En él reside la población judía más importante de Europa. Se lo considera uno de los barrios más cosmopolitas del Viejo Continente.
El barrio ha experimentado una creciente presencia gay desde la década de 1980, como lo demuestra la existencia de muchas cafeterías, discotecas, cabarets y tiendas para gais con una alta concurrencia para el turismo homosexual. Estos establecimientos se concentran principalmente en la porción suroeste del Marais, muchos en o cerca de la calle Sainte-Croix de la Bretonnerie y Vieille du Temple.
Este barrio sirvió de inspiración a Gus Van Sant para contar la historia de dos chicos gais en la película Paris, je t'aime.

## Habitantes notables
- Maximilien Robespierre
- Victor Hugo
- Jim Morrison

## Lugares y monumentos de interés
- Plaza de los Vosgos (Place des Vosges), incluyendo el hogar de Victor Hugo y el café Ma Bourgogne
- Hôtel de Sens
- Hôtel de Sully
- Museo Carnavalet
- Musée Cognacq-Jay
- Musée Picasso
- Archivos Nacionales, incluyendo el Hôtel de Soubise y el Hôtel de Rohan
- Iglesia Notre-Dame-des-Blancs-Manteaux
- Iglesia Saint-Merri
- Pletzl, la judería

## Galería de imágenes

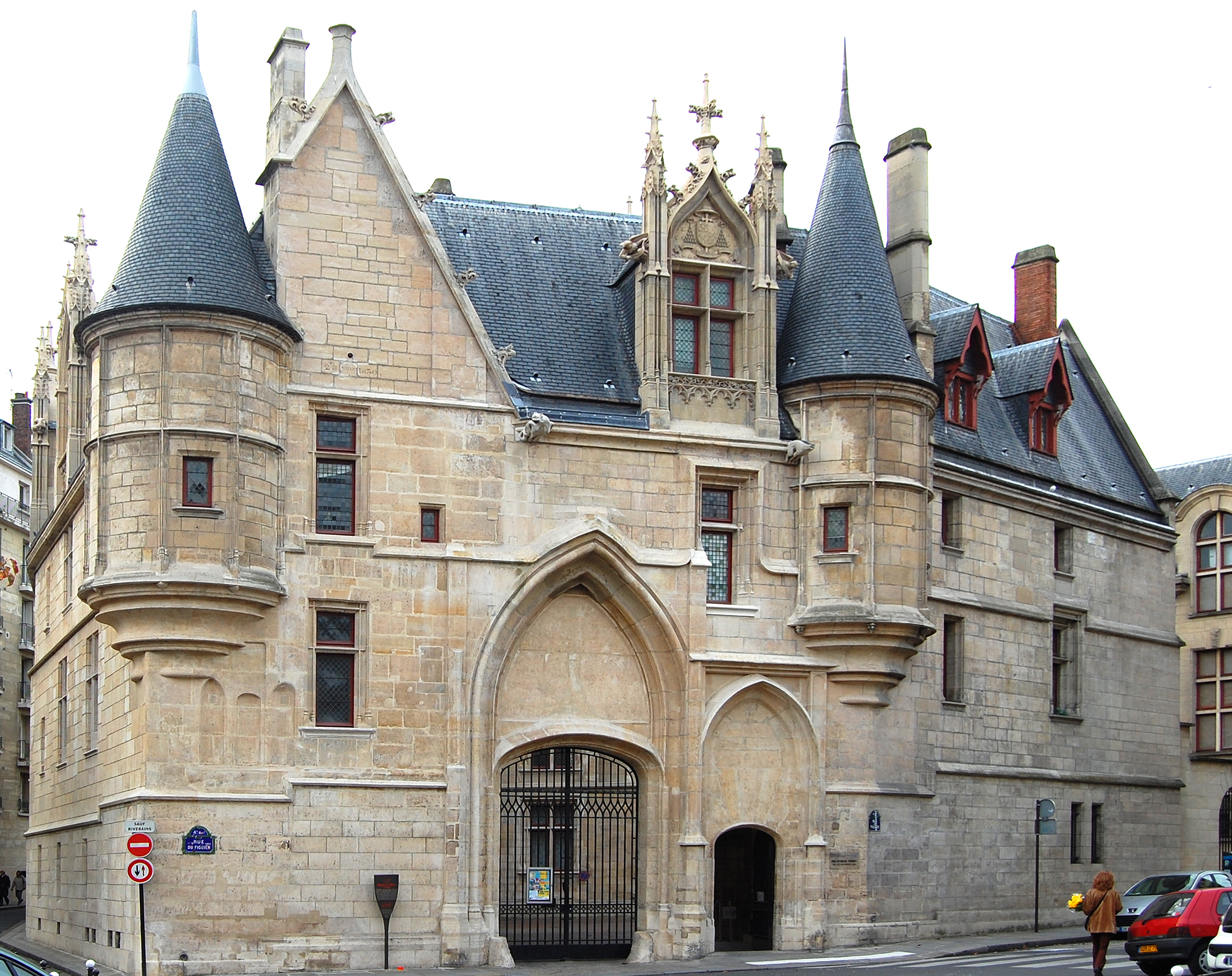
Hôtel de Sens
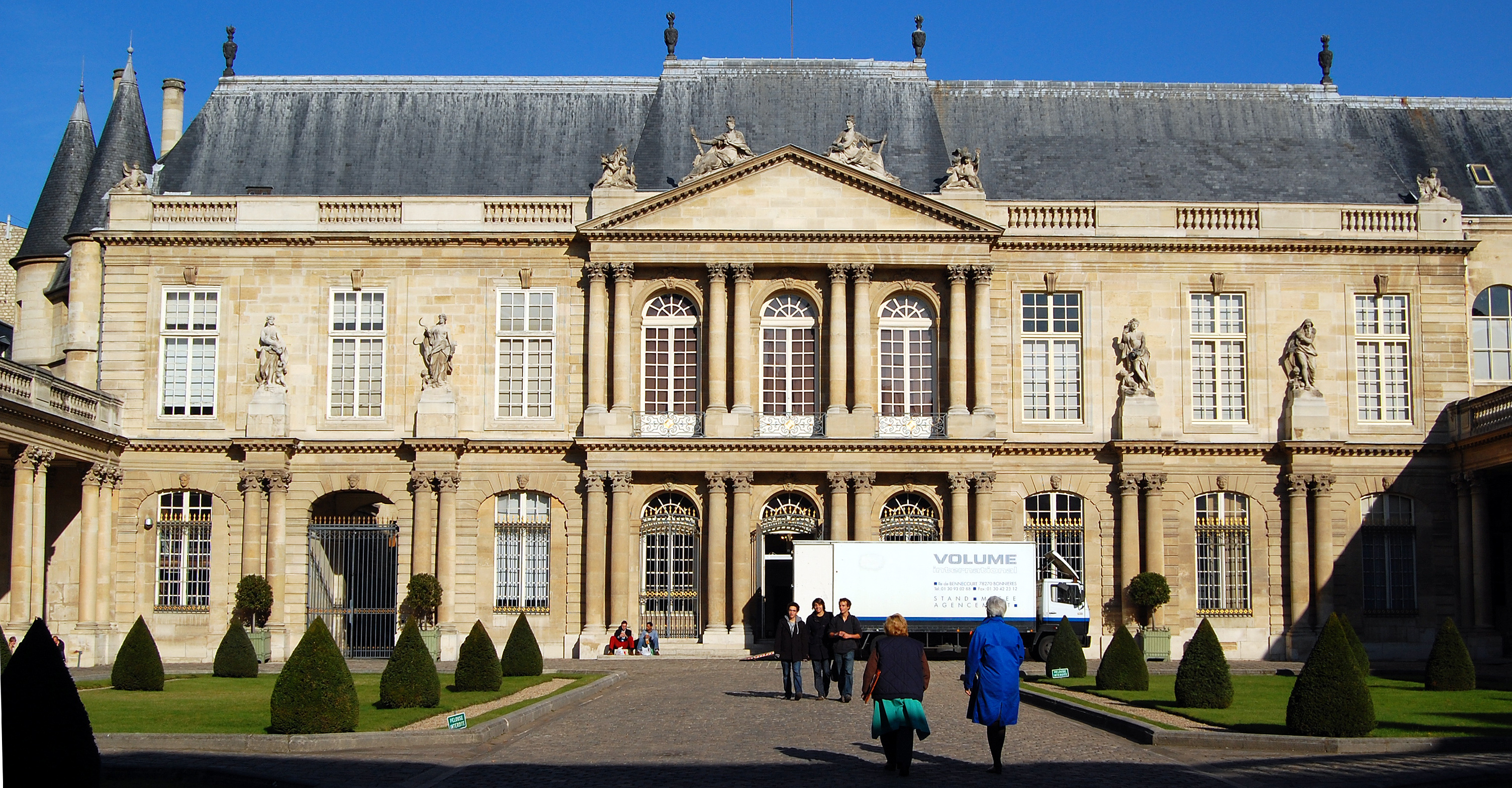
Hôtel Soubise
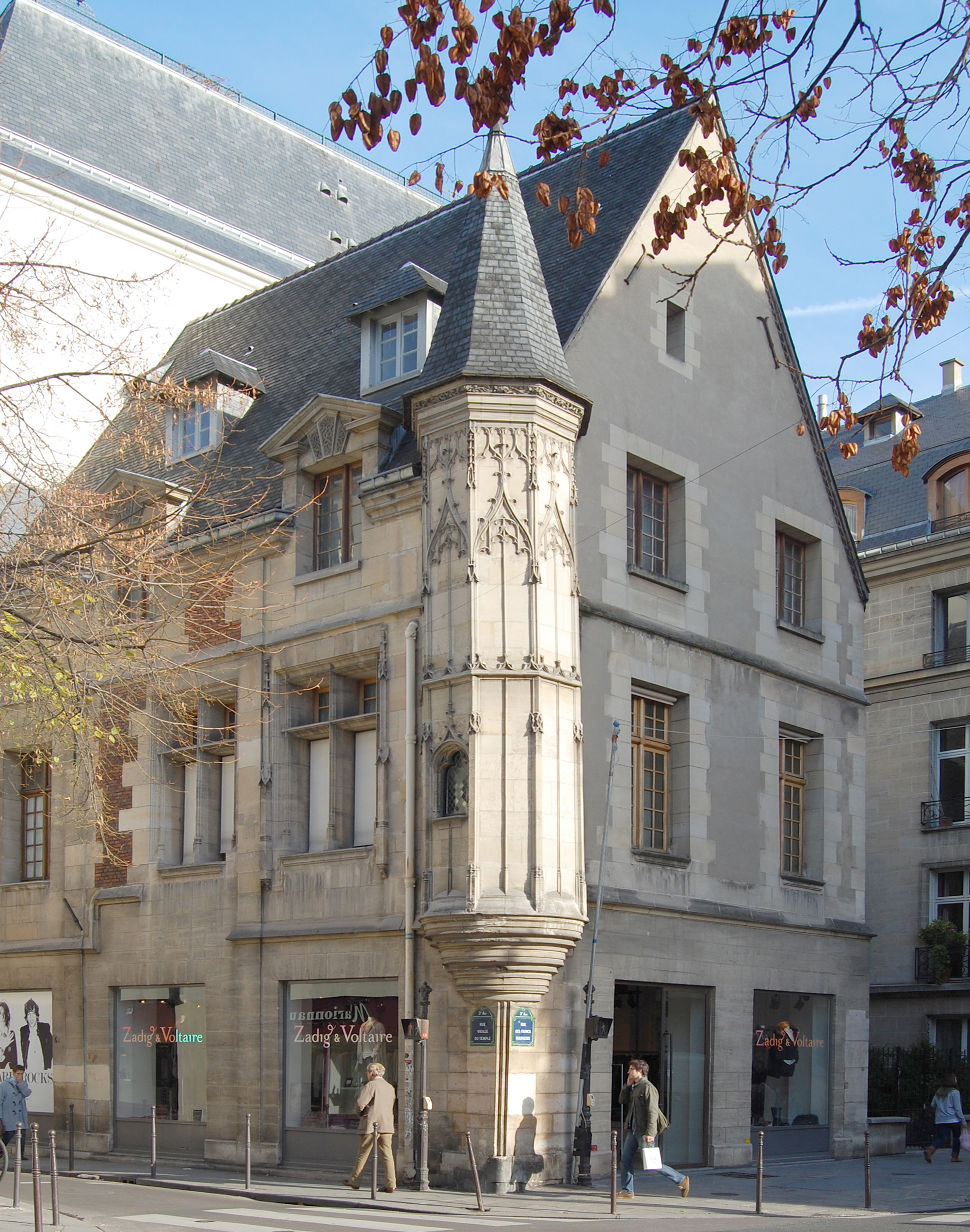
Casa de Jean Herouet, n.º 54
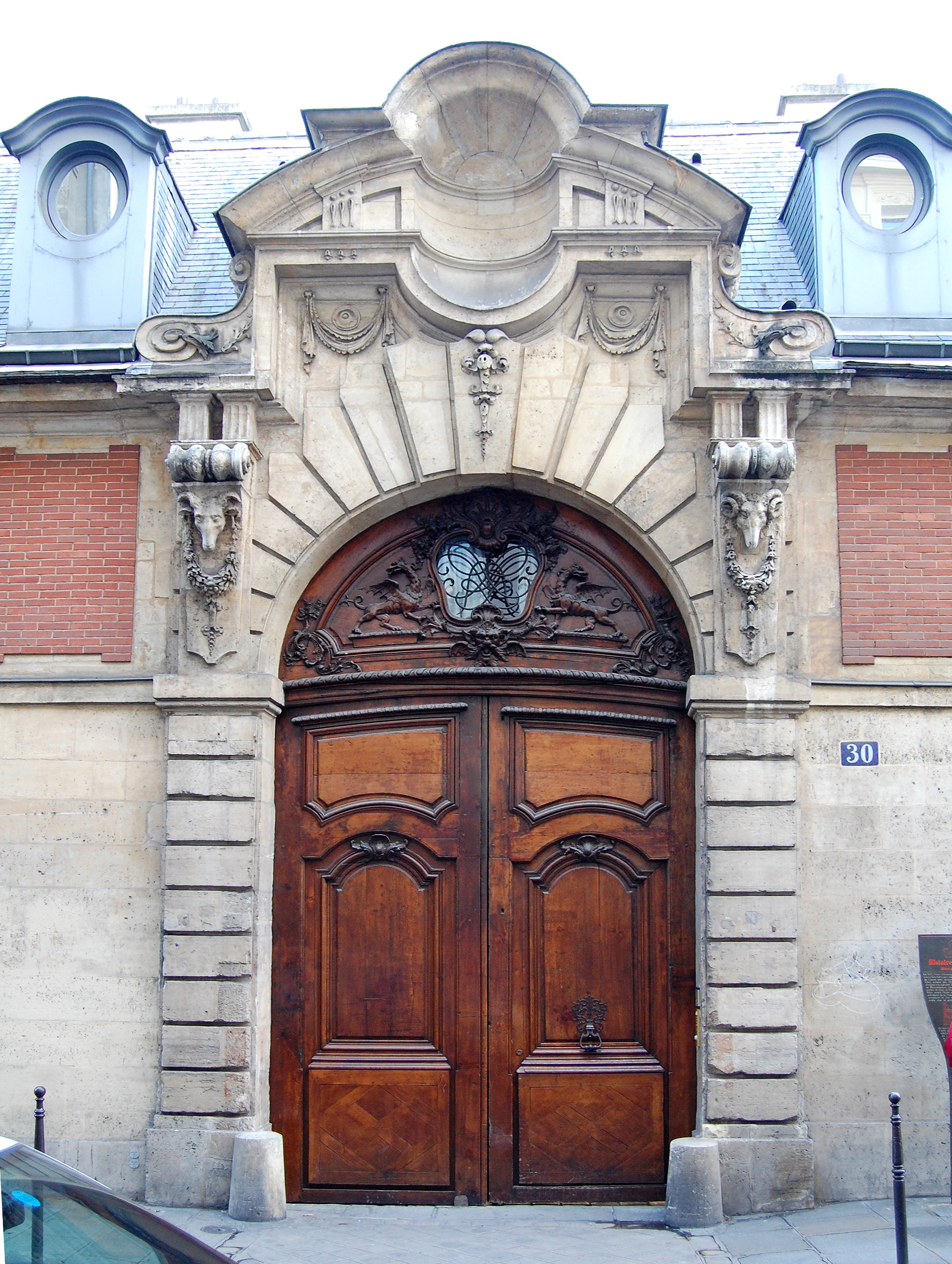
Entrada del Hôtel d'Almeras, n.º 30
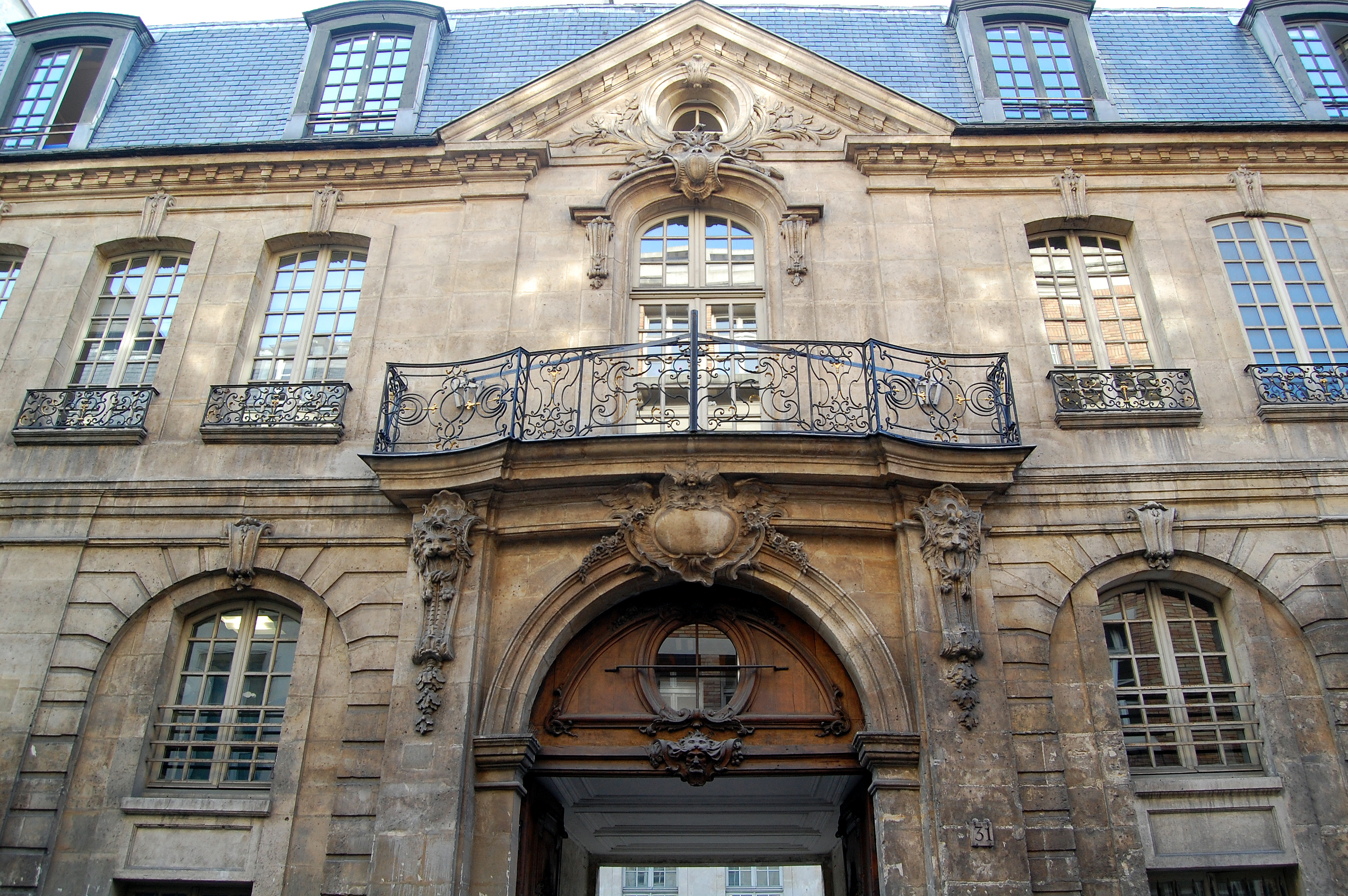
Entrada del Hôtel d'Albret, n.º 31
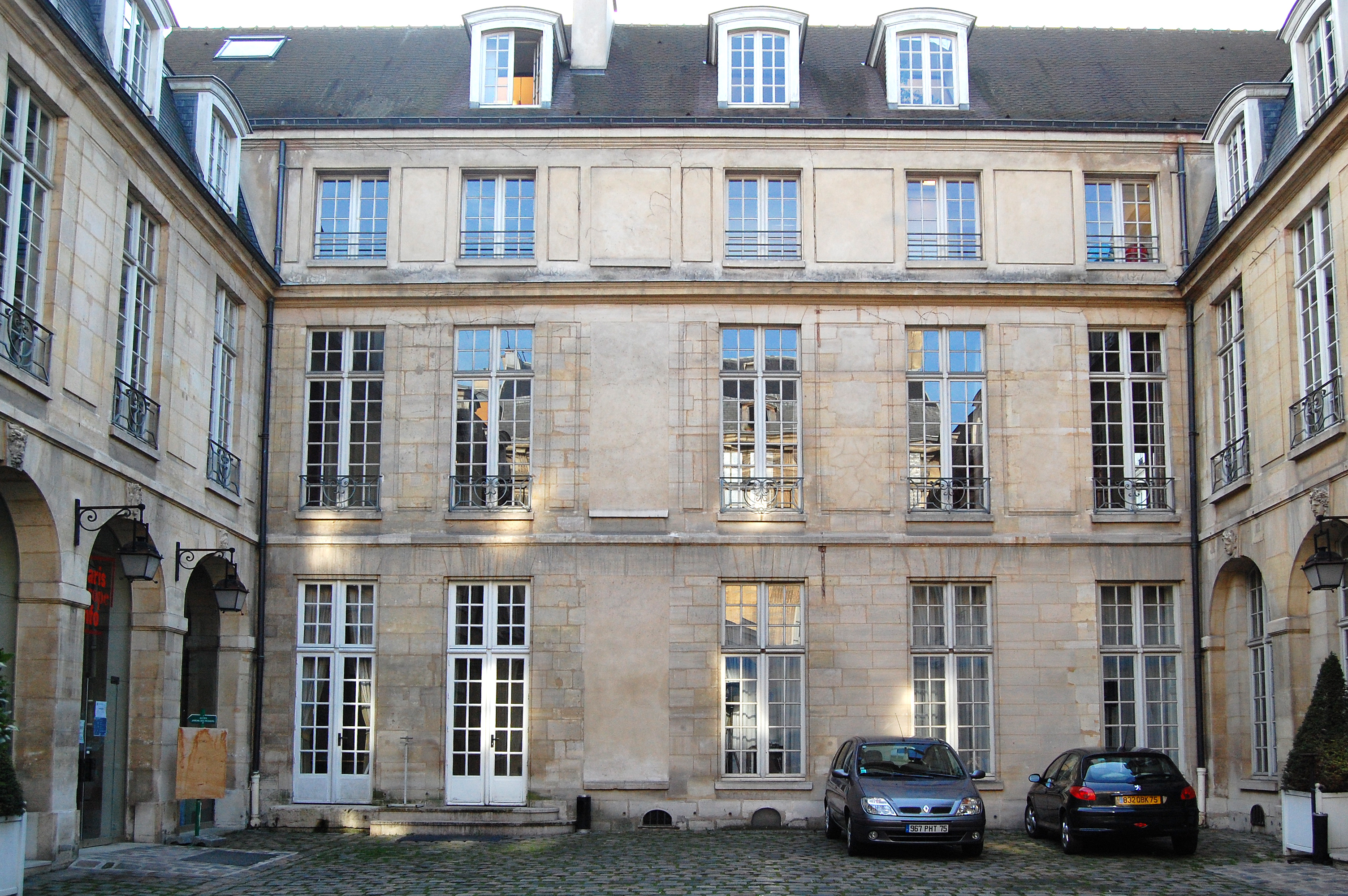
Hôtel de Coulanges, n.º 37
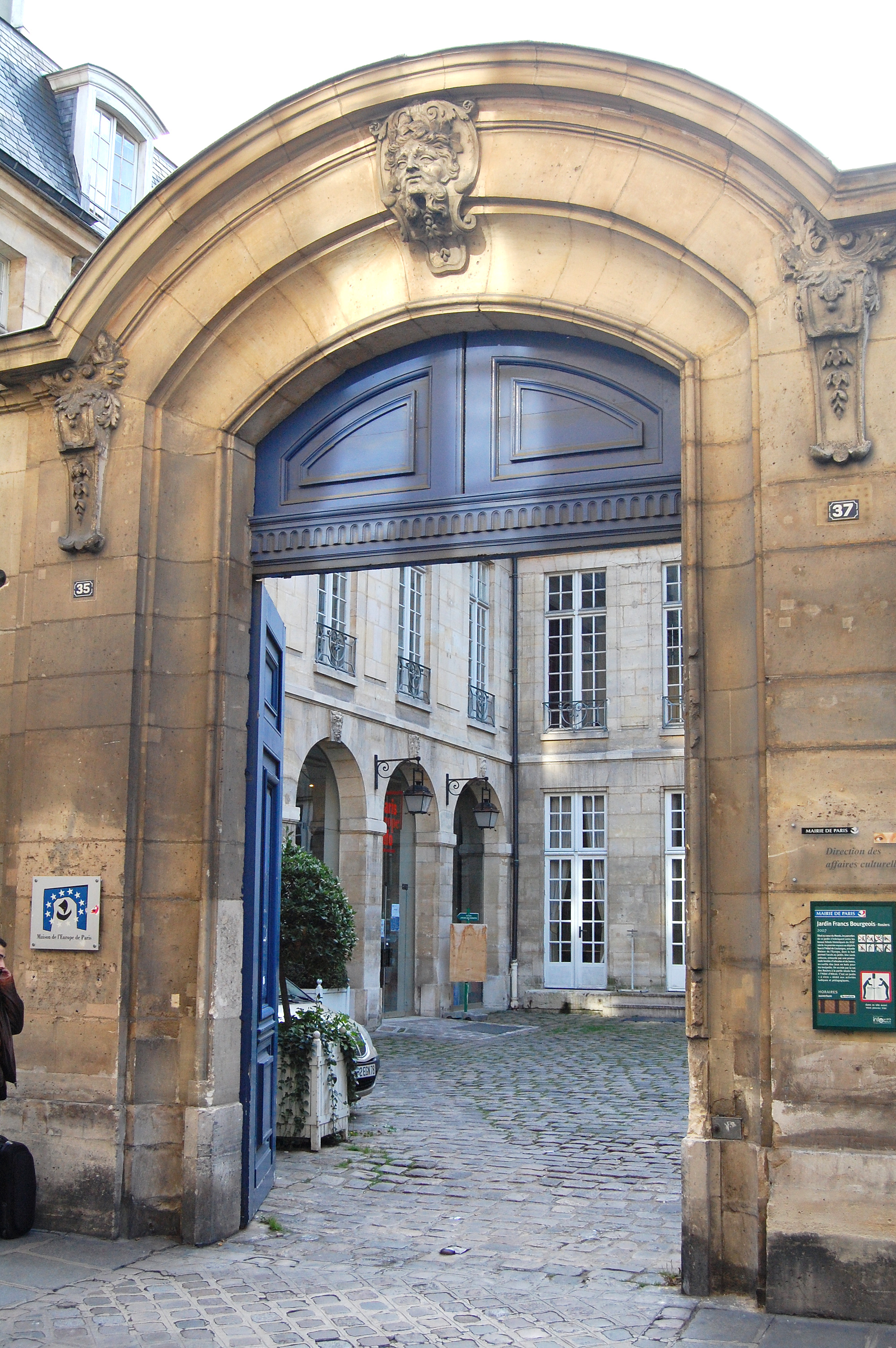
Entrada del Hôtel de Coulanges
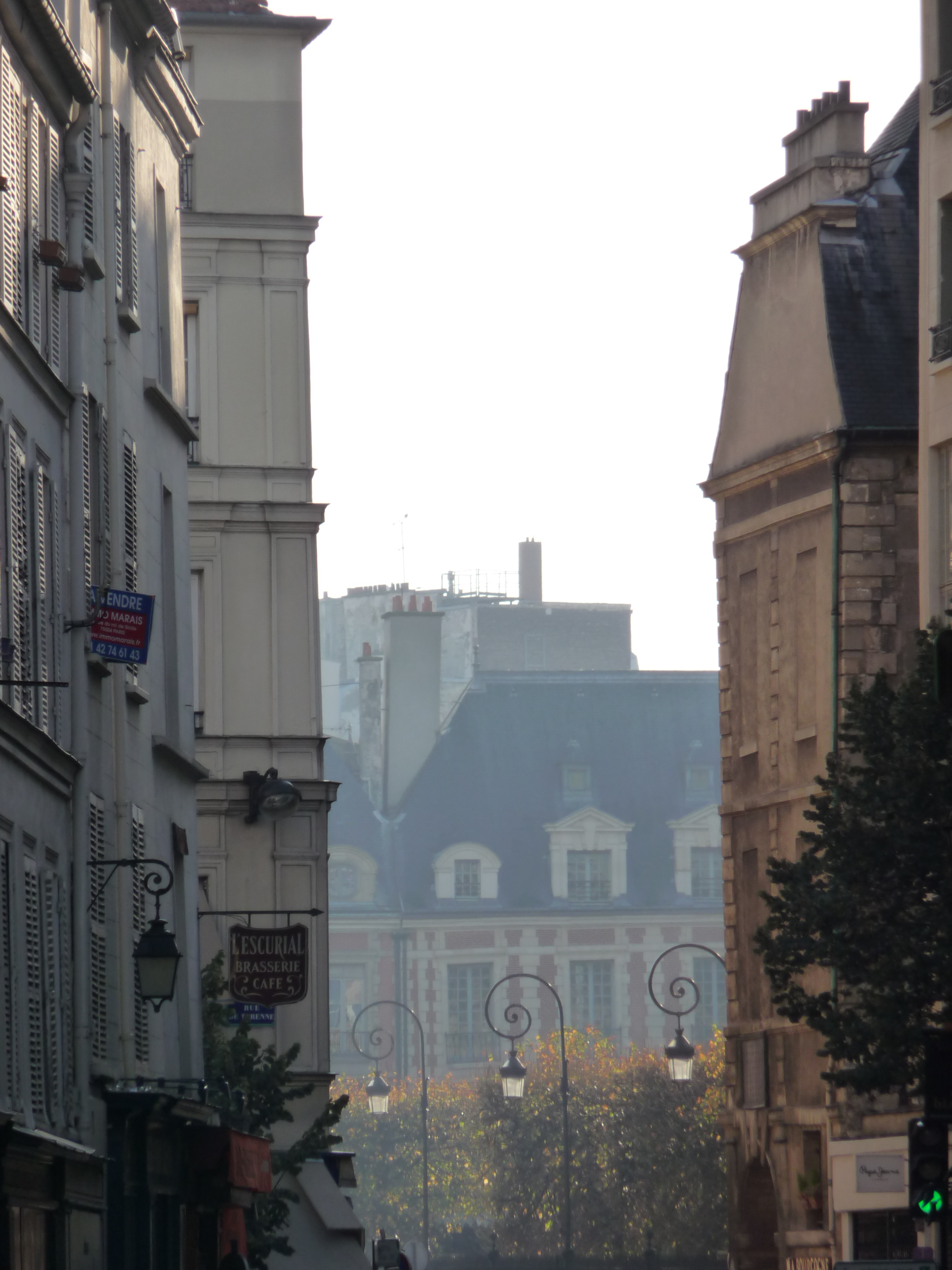
La rue des Francs-Bourgeois, en dirección a la Place des Vosges
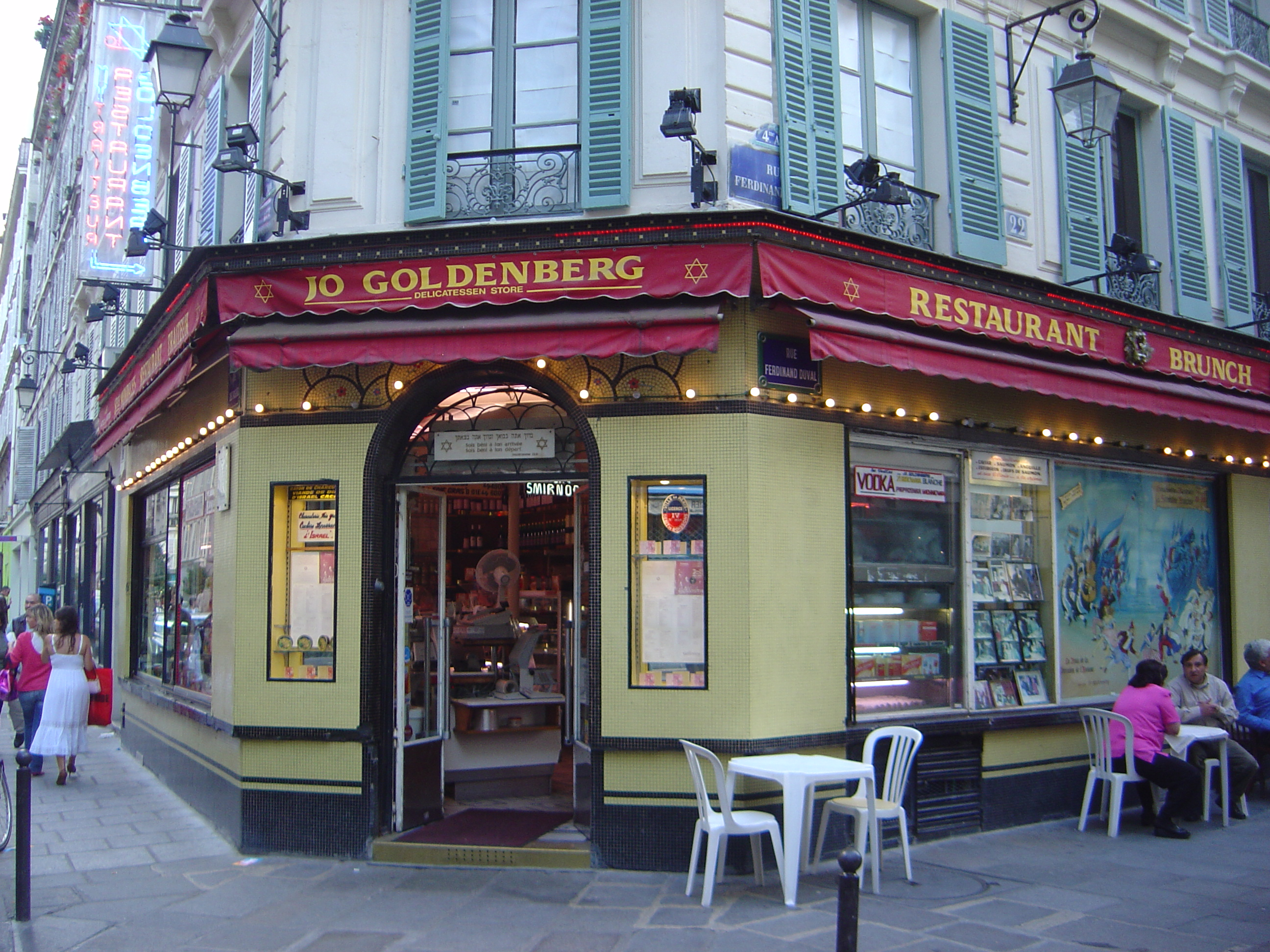
Restorán Jo Goldenberg, ahora cerrado
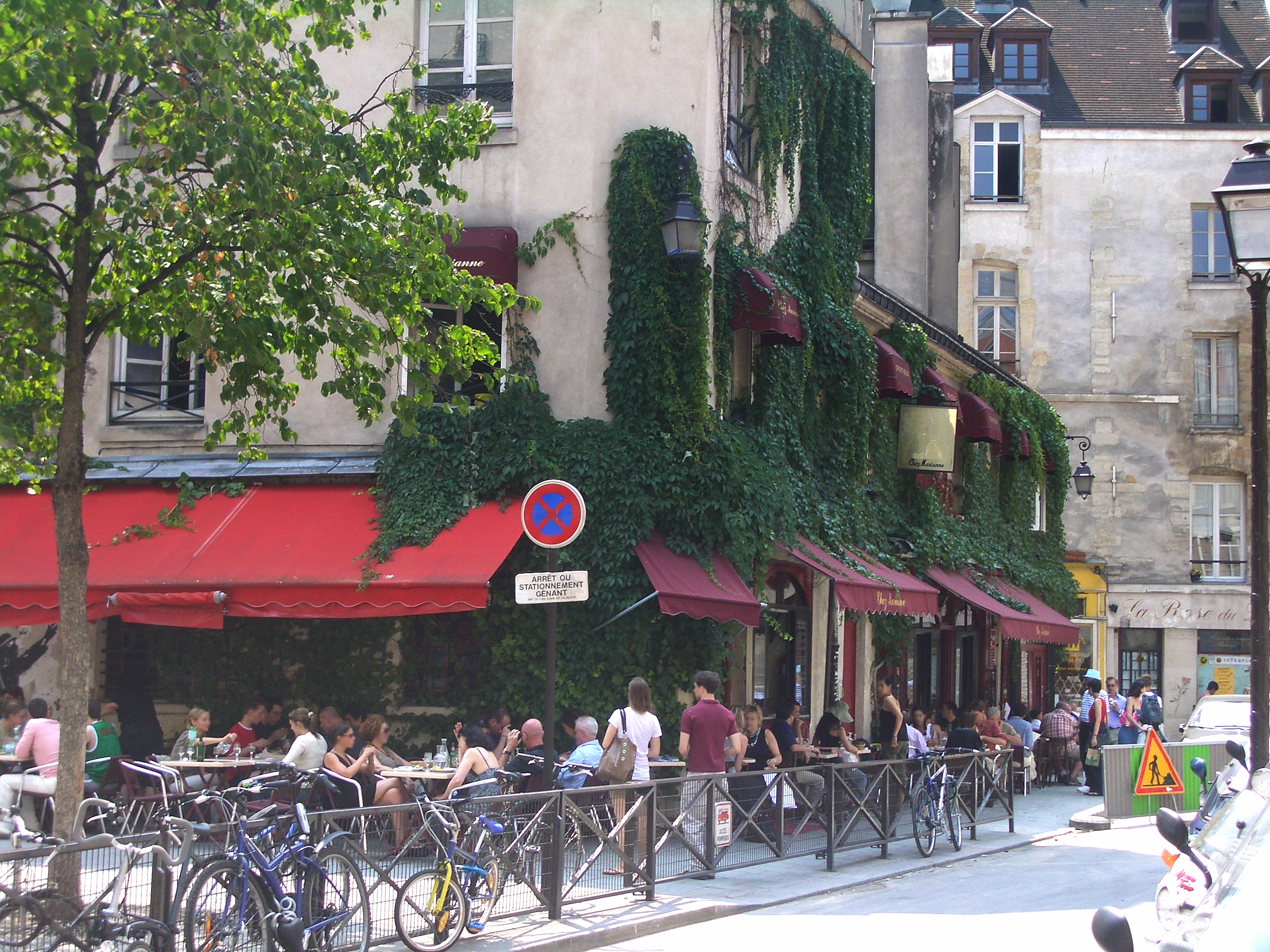
El restorán judío Chez Marianne
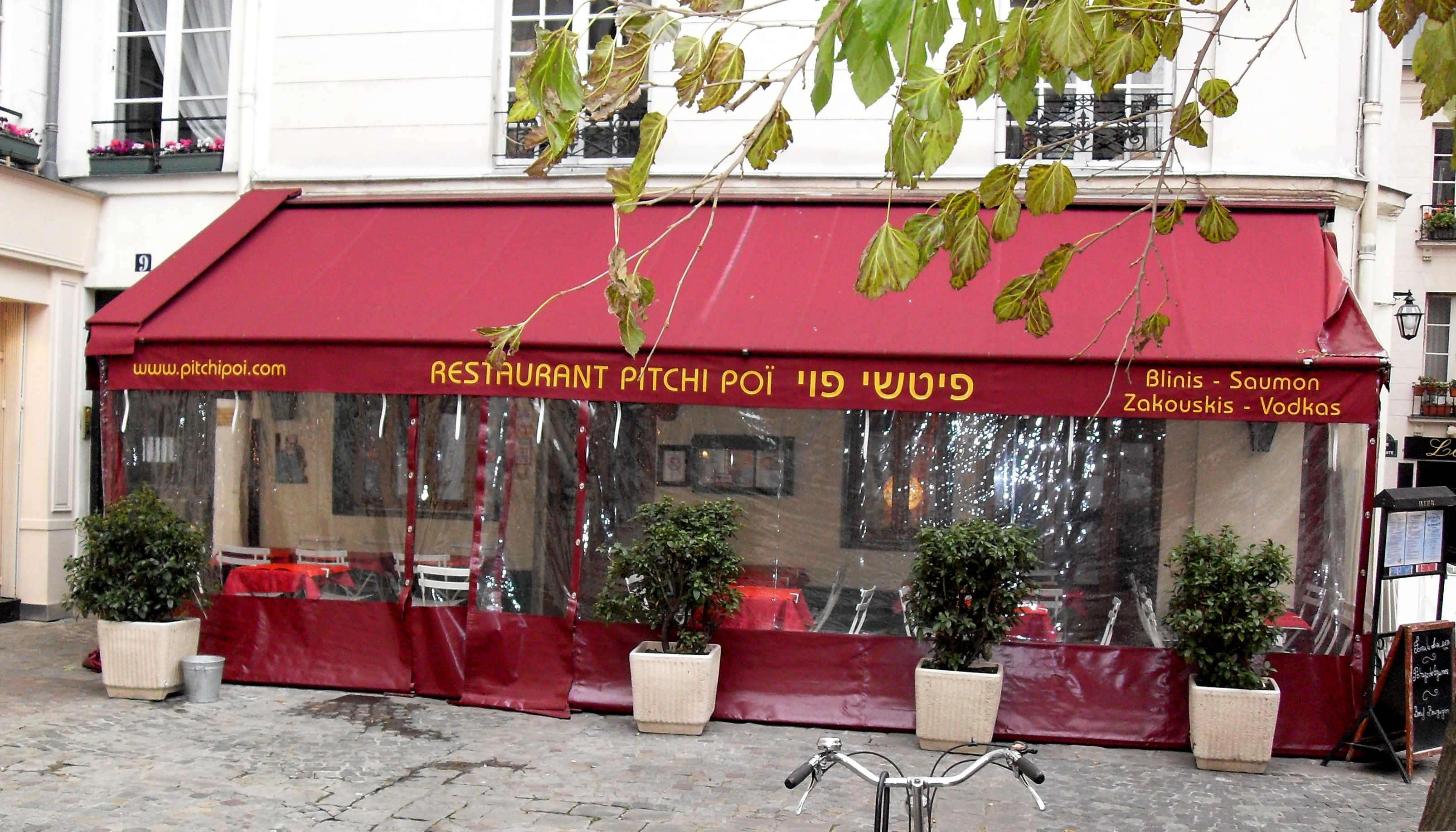
Un restorán judío en la judería de París
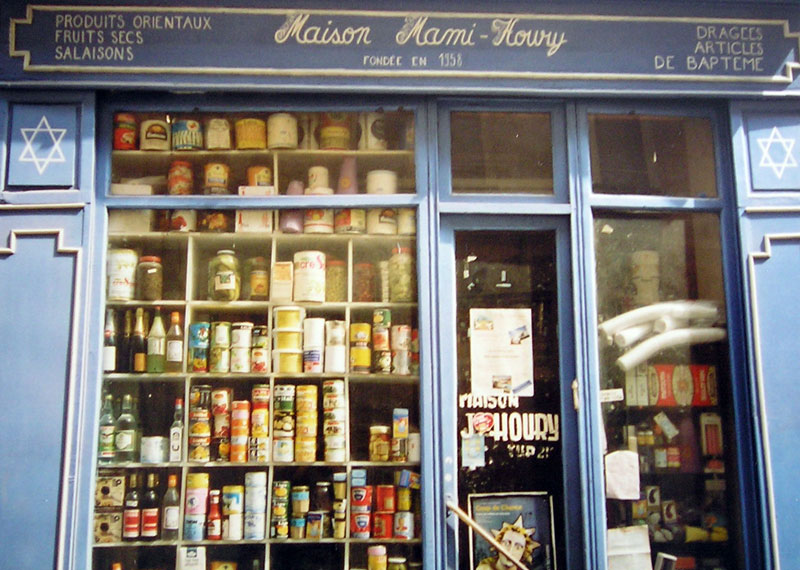
Tienda judía en el Marais
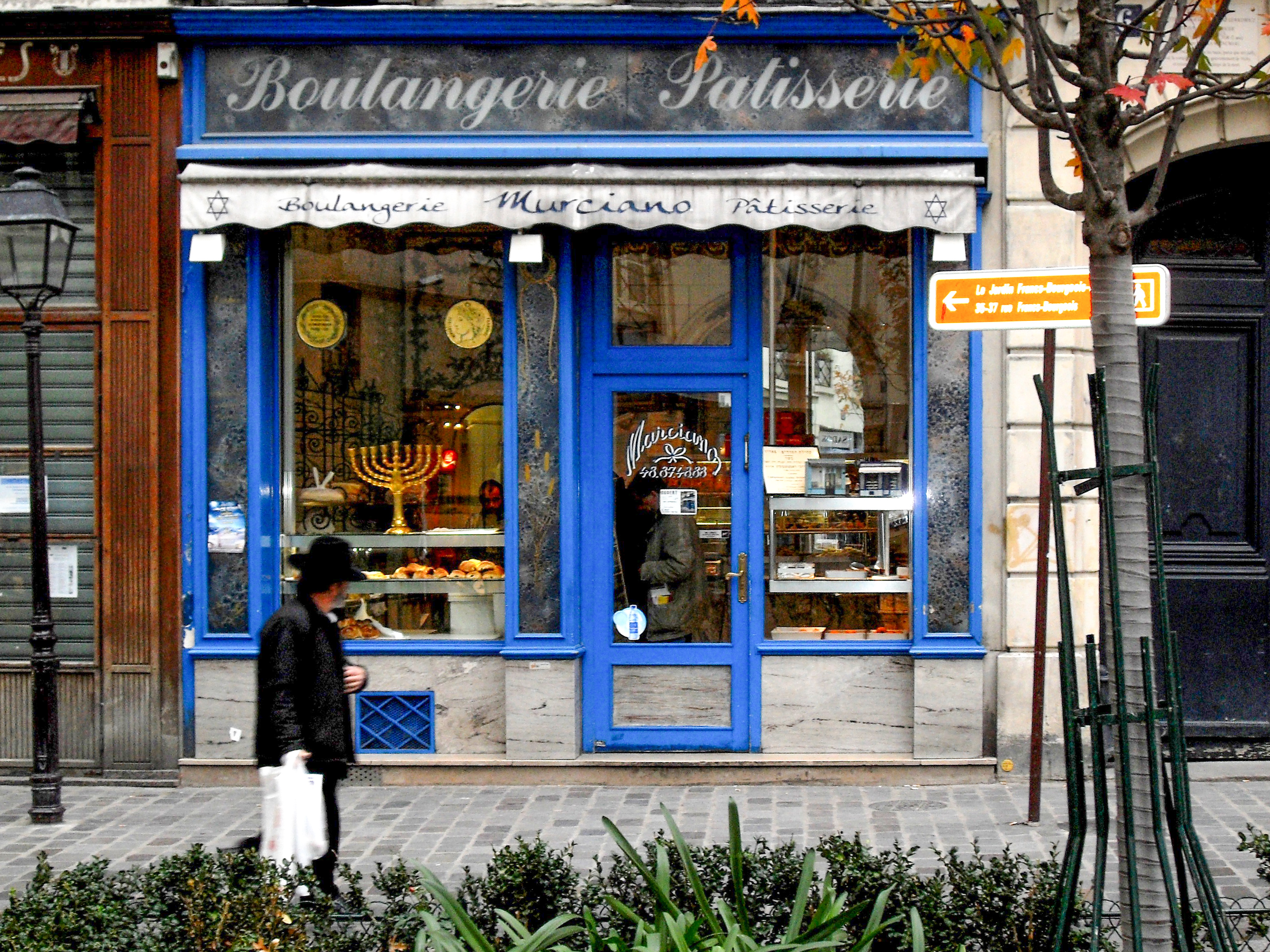
Una pastelería judía en la rue des Rosiers
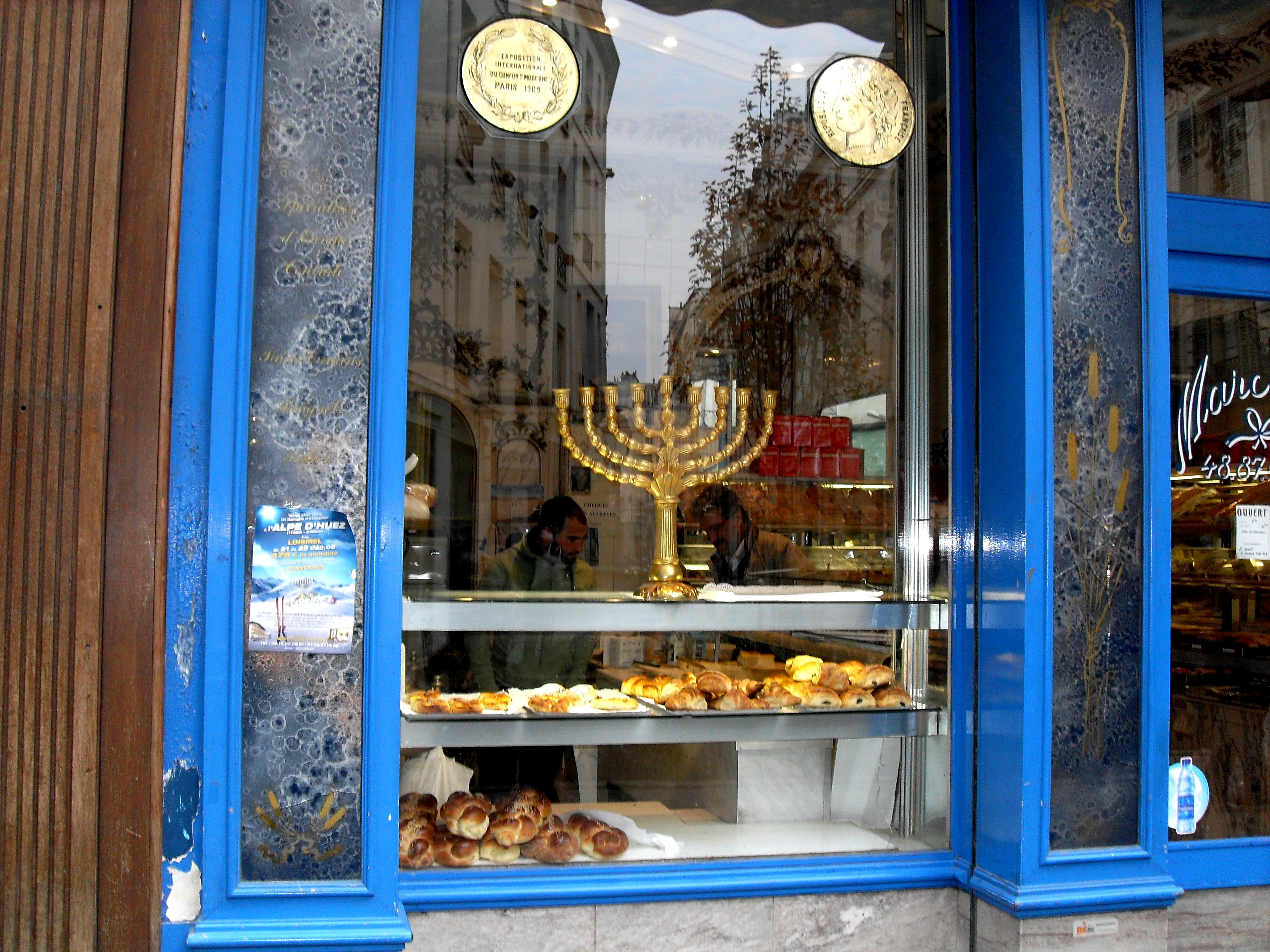
Una pastelería judía en la rue des Rosiers